# 허운나
허운나(許雲那, 1949년 1월 30일 ~ )는 한양대학교 교육공학과 교수와 한국정보통신대학교(2009년 카이스트와 통합) 총장을 역임한 교육공학자이며, 제16대 국회의원을 역임하였다.

## 경력
- 한양대학교 교육공학과 교수
- 국가과학기술자문회의 자문위원[1]
- 16대 국회의원 (새천년민주당 전국구)
- 17대 국회 성남시 분당갑 출마
- 한국정보통신대학교 총장

## 역대 선거 결과
|  | 35.9% |

|  | 40.61% |